# Luara Hairapetian
Luara Hairapetian (Armeens: Լուարա Հայրապետյանը, Louara) (Astrachan, Rusland, 29 september 1997) is een Armeense zangeres die haar land vertegenwoordigde op het Junior Eurovisiesongfestival 2009 in Kiev, Oekraïne. Met het nummer Barcelona eindigde ze op de gedeelde tweede plaats. Luara Hayrapetyan is ook wel bekend als Lara. Luara woont tegenwoordig in de Verenigde Staten.